# Шоссе 443 (Израиль)

Участок защитной стены вдоль шоссе 443

Шоссе 443 (ивр. כביש 443‎ , англ. Highway 443) — израильское шоссе, проходящее по центральной и восточной частям Израиля.
Шоссе 443 является основной магистралью, соединяющей Модиин с Иерусалимом и Тель-Авивом, а также служит в качестве вторичного шоссе между Тель-Авивом и Иерусалимом. Хотя с технической точки, шоссе включено в список региональных дорог, на деле оно, по большей части, является широким четырёхполосным шоссе с разделённым движением, использующим развязки и многоуровневые пересечения дорог.
Шоссе отходит от шоссе 1 и шоссе 6 в районе Бен-Шемена в сторону востока и продолжается до перекрёстка Шилат, который является основным въездом в район города Модиин. Далее шоссе продолжается на восток по территории Западного берега реки Иордан в районе регионального совета Мате-Биньямин (около Рамаллы), и далее вливается в Иерусалимское скоростное шоссе Бегин, через недавно образованное шоссе 45. От перекрёстка Гиват-Зеэв отходит также и шоссе 436, связывающее Гиват-Зеэв с пригородом Иерусалима Рамот.
Некоторые дороги, соединяющих палестинские деревени с шоссе 443 в районе Западного берега были закрыты для движения палестинского транспорта с сентября 2000 года, после начала второй интифады.
Частые атаки террористов-смертников, а также обстрелы из автоматического оружия по израильскому транспорту вынудило правительство Израиля возвести вдоль шоссе защитную стену (защищающую также и от снайперов) на участках шоссе, прилегающих к палестинским населенным пунктам.

## Перекрёсткииразвязки
| Километр | Название                                                | Тип | Расположение           | Пересечение дорог               |
| -------- | ------------------------------------------------------- | --- | ---------------------- | ------------------------------- |
| 0        | ивр. צומת גינתון‎ (Перекрёсток Гинатон)                  |     | Лод                    | Шоссе 40                        |
| 0.8      | ивр. צומת ללה שם‎ (Перекрёсток без имени)                |     | Бен-Шемен              | Въезд в Бен-Шемен               |
| 1        | ивр. צומת ללה שם‎ (Перекрёсток без имени)                |     | Гинатон                | Въезд в Гинатон                 |
| 1.6      | ивр. צומת ללה שם‎ (Перекрёсток без имени)                |     | Кфар ха-Ноар Бен-Шемен | Въезд в Кфар ха-Ноар Бен-Шемен  |
| 3        | ивр. מחלף בן שמן‎ (развязка Бен-Шемен)                   |     | Бен-Шемен              | / Шоссе 1 / Шоссе 6 / Шоссе 444 |
| 3.3      | ивр. צומת מודיעים‎ (Перекрёсток Модиин)                  |     | Бен-Шемен              | Шоссе 444 / Автодорога 4314     |
| 5        | ивр. צומת נאות קדומים‎ (Перекрёсток Неот-Кдумим)         |     | Неот-Кдумим            | Въезд в Неот-Кдумим             |
| 8.7      | ивр. צומת ללה שם‎ (Перекрёсток Мево Модиин)              |     | Мево Модиин            | Въезд в Мево Модиин             |
| 10.2     | ивр. צומת מכבים‎ (Перекрёсток Маккабим)                  |     | Модиин-Маккабим-Реут   | Автодорога 4466                 |
| 11       | ивр. צומת מודיעין מערב‎ (Перекрёсток Модиин Маарав)      |     | Модиин-Маккабим-Реут   | Въезд в Модиин                  |
| 12.8     | ивр. צומת שילת‎ (Перекрёсток Шилат)                      |     | Шилат                  | Шоссе 446                       |
| 13       | ивр. צומת ללה שם‎ (Перекрёсток без имени)                |     | Модиин-Маккабим-Реут   | Въезд в Модиин                  |
| 14.3     | ивр. צומת מכבים רעות‎ (Перекрёсток Маккабим Реут)        |     | Модиин-Маккабим-Реут   | Въезд в Маккабим Реут           |
| 15.9     | ивр. צומת ספא‎ (Перекрёсток Спа)                         |     | Спа                    | Въезд в Спа                     |
| 16.2     | ивр. צומת בית חורון‎ (Перекрёсток Бейт-Хорон)            |     | Бейт-Сира              | Шоссе 3 въезд перекрыт          |
| 16.5     | ивр. מחסום מכבים‎ (КПП Маккабим)                         |     | Модиин-Маккабим-Реут   | Контрольно-пропускной пункт     |
| 16.7     | ивр. צומת ללה שם‎ (Перекрёсток без имени)                |     | Бейт Ур аль-Тахта      | Местная дорога                  |
| 19.8     | ивр. מחלף בית עור א-תחתא‎ (развязка Бейт Ур аль-Тахта)   |     | Бейт Ур аль-Тахта      | Местная дорога                  |
| 22.3     | ивр. צומת מעלה בית חורון‎ (Перекрёсток Маале Бейт-Хорон) |     | Бейт Ур аль-Тахта      | Местная дорога                  |
| 23.4     | ивр. מחלף בית חורון‎ (развязка Бейт-Хорон)               |     | Бейт-Хорон             | Местная дорога                  |
| 28.3     | ивр. צומת גבעת זאב‎ (Перекрёсток Гиват-Зеэв)             |     | Гиват-Зеэв             | / Шоссе 45 / Шоссе 436          |